# Porto Carras

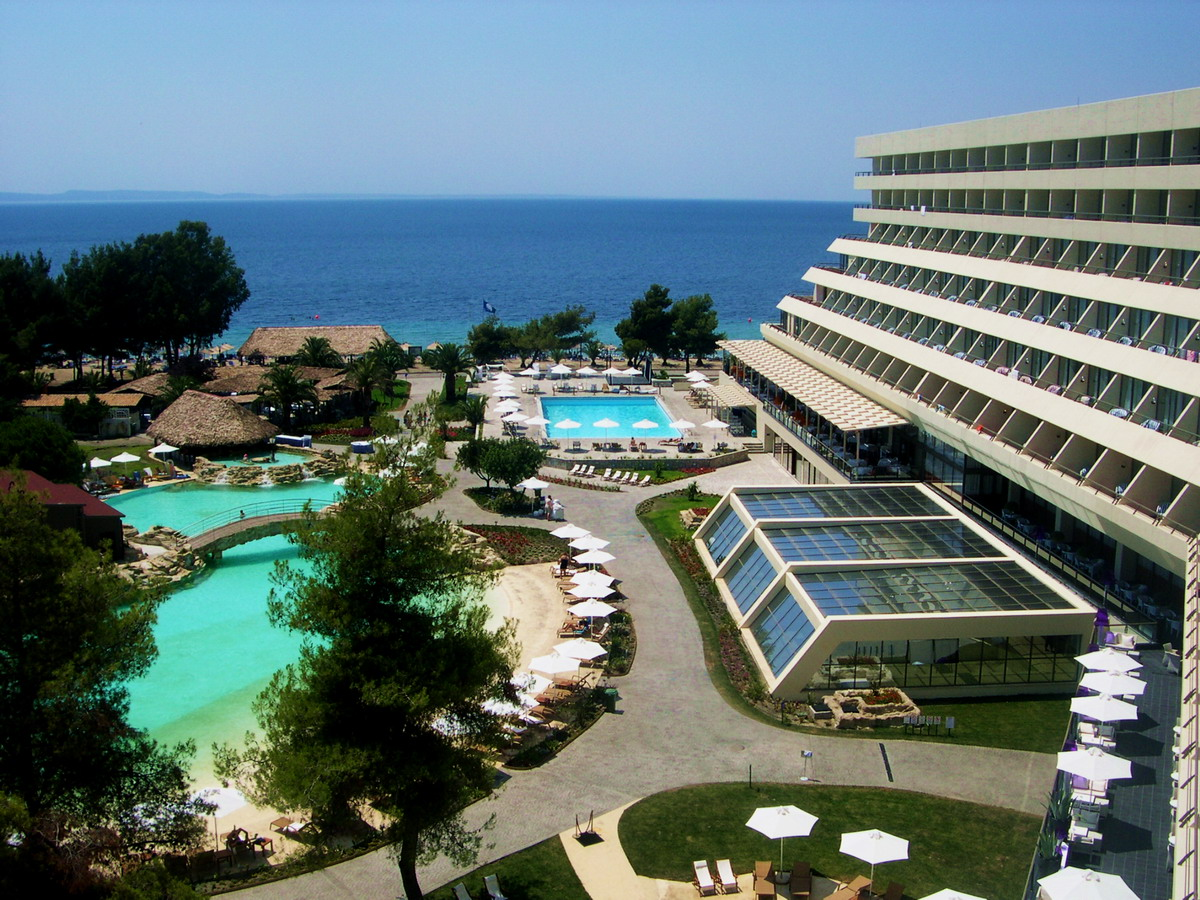
Vista dell'Hotel Sithonia

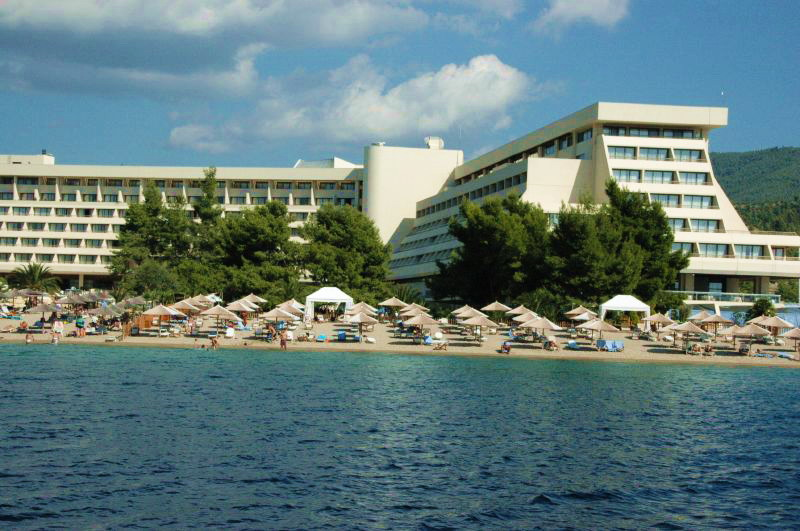
Vista dell'Hotel Meliton

Porto Carras (in greco Πόρτο Καρράς?) è una località turistica del comune di Sithonia, nella penisola Calcidica, in Grecia.

## Descrizione
Dotata di numerosi hotel e impianti sportivi, è una delle maggiori località turistiche della Grecia settentrionale. Si trova circa 120 km a sud est di Salonicco, la seconda città della Grecia.
Fu creata dall'armatore e uomo d'affari greco Yiannis Carras (1907-1989) su progetto dell'architetto Walter Gropius. I lavori di costruzione iniziarono nel 1973.
Nota anche come Porto Carras Grand Resort, comprende due hotel a 5 stelle, il Sithonia e il Meliton, e i villaggi turistici con bungalow Marina Village e Villa Gallini. Vi si trovano un campo da golf e campi di calcio, tennis e pallacanestro. Nell'area sono presenti 45000 piante di ulivo, e vigneti coprenti un'area di 475000 m2.
Il porto turistico è il più grande porto privato della Grecia settentrionale, in grado di ospitare 315 imbarcazioni. In giugno 2003, Porto Carras fu sede di un importante meeting dell'Unione europea, il Thessaloniki European Union Summit, durante il quale è stata presentata la bozza della Costituzione europea. Erano presenti 25 capi di stato o di governo dell'Unione europea, il primo ministro della Turchia, il presidente ed altri funzionari della NATO, ospitati dall'allora presidente greco Konstantinos Stephanopoulos.
A Porto Carras si sono svolti numerosi eventi sportivi internazionali, in particolare alcuni campionati del mondo di arti marziali. Nel 2003, 2010 e 2015 vi si sono svolti i Campionati del mondo giovanili di scacchi (fasce d'età dagli 8 ai 18 anni).